# ضمان أمانة
ضمان أمانة في الاقتصاد (بالإنجليزية:fidelity bond ) هو عقد تأمين يحمي صاحب بوليصة التأمين من خسائر قد تنشأ عن غش أو احتيال يرتكبها ناس معينون. وهي تحمي الشركة من عواقب الخسائر المالية نتيجة عدم أمانة موظفيها.
وتلك العقود تحمي الشركة من خسائر مالية أو خسائر في ممتلكاتها مثل العقارات والضمانات، من موظفين يتسببون عن عمد في خسائر للشركة مثل التسبب في حريق. كما توجد أشكال أخرى لتامين شركة ضد عمل إجرامي مثل الاحتيال، والحريق، والسرقة، وسرقة الحواسيب وغيرها من ممتلكات الشركة.

## اقرأ أيضًا
- تأمين
- تأمين على الحياة
- تأمين ضد البطالة
- تعويضات البطالة
- صاحب بوليصة تأمين
- سند مدعم بأصول
- قوة قاهرة
- التزام قانوني
- ارتكاب فعل ضار
- عوائد ريع
- شيك مردود